# Nicolai Würtz
 Der er for få eller ingen kildehenvisninger i denne artikel, hvilket er et problem. Du kan hjælpe ved at angive troværdige kilder til de påstande, som fremføres i artiklen.

Nicolai Würtz (født Würtz Knudsen; 20. juni 1977) er en dansk TV-producent og journalist udlært fra Ekstra Bladet i 2002.
Han er programchef i tv-produktionsselskabet BBC Studios Nordic Productions, som tidligere hed STV, før det i juni 2023 blev en del af engelske BBC Studios. Han kom til STV i 2022 fra Nordisk Film TV, hvor han i 2017 blev udviklingschef og i 2020 blev forfremmet til kreativ direktør.
Würtz blev sproglig student fra Mulernes Legatskole i Odense i 1997. I 1999 påbegyndte han sin journalistuddannelse på Ekstra Bladet og blev færdig som journalist i 2002. Nicolai Würtz har i en årrække arbejdet for en række medier og produktionsselskaber, herunder Danmarks Radio, Skandinavisk Filmkompagni, Metronome og senest altså Nordisk Film TV og STV.
Han har været med til at skabe programmer som “Alle mod 1” og den store Kim Larsen-mindekoncert i 2018 til DR1, som begge vandt TVPrisen, ligesom han i otte år var involveret i TV 2s "Knæk Cancer”-indsamling foruden en lang række livsstils- og fakta-produktioner.

## TV-programmer
- Bent Fabricius-Bjerre - et liv omkring et flygel (TV 2)
- I frihed og fællesskab - 75-året for Danmarks befrielse (TV 2)
- Danmark står sammen (TV 2)
- Som et strejf af en dråbe - Danmarks synger farvel til Kim Larsen (DR1)
- Knæk Cancer (TV 2)
- Alle mod 1 (DR1)
- Vidunderbørn (DR1)
- Skru Tiden Tilbage (DR1)
- Nybyggerne (TV 2)
- Pengene på Bordet (TV 2)
- Argh Det Gjorde Jeg Bare Ikk (TV 2 Zulu)
- Tjenesten (DR2)

## Priser
Nicolai Würtz har flere gange været nomineret og modtaget TV-prisen:
- TVPrisen 2019: 'Årets event' for 'Som et strejf af en dråbe - Danmark synger farvel til Kim Larsen'. [7]
- TVPrisen 2017: 'Årets nyskabelse - underholdning' for programmet 'Alle mod en'.[8]
- TVFestivalens Pionérpris 2016 - sammen med Peter Hansen og Martin Bengtsson.
- TVFestivalens pitchingkonkurrence for tv-koncepter i 2001 med formatet 'Legemord'. Programmet blev dog aldrig realiseret.

## Organisationsarbejde
Nicolai Würtz var fra 1993-1994 formand for Danmarks Elev Organisation, og fra 2007-2015 formand for TV-gruppen i Dansk Journalistforbund. Han har også været medlem af bestyrelsen i Danske Gymnasieelevers Sammenslutning, bestyrelsesmedlem i Operation Dagsværk og medlem af styrelsen i Dansk Ungdoms Fællesråd.